# Kristine kyrka, Jönköping
Kristine kyrka, eller Kristinakyrkan, är en kyrkobyggnad i Jönköping i Växjö stift. Den är församlingskyrka i Jönköpings församling. Den byggdes på 1600-talet, efter det att staden flyttats österut till östra sidan av Hamnkanalen. Kyrkan ersatte den tidigare stadskyrkan Jungfru Maria och Sankt Nikolaus kyrka, som bränts ned 1612 av stadsborna inför en väntad dansk attack, tillsammans med övriga byggnader i staden, vilken då låg väster om nuvarande Hamnkanalen.

## Kyrkobyggnaden
Kyrkan byggdes med långsida och gavel klädda i trånghallasandsten från Knektakällan i Trånghalla 1649–1673 med undantag för tornet, som inte stod färdigt förrän 1686. Ritningar till kyrkan uppgjordes troligen av slottsbyggmästaren Hans Fleming. Kyrkobyggnaden förstördes vid den stora stadsbranden 6 februari 1790.  Efter branden restaurerades kyrkan och erhöll i stort sett sin nuvarande form. Kyrkan är uppkallad efter drottning Kristina, som var regent när grundstenen lades. En ny klockstapel uppfördes också med bidrag på 200 Daler silvermynt av änkan madame Catharina Sandahl, vilket nämns på lillklockan.
Kyrkan började byggas 1649 och invigdes den 20 april 1673. Kyrkan var tidigare Jönköpings Stadskyrka. Den har också benämnts Östra kyrkan.

## Inventarier
Av inventarierna kan nämnas en oljemålning från 1722, utförd av kyrkomålaren Edvard Orm. Tavlan, som har korsfästelsen som motiv, hänger på norra väggen. På södra väggen hänger en annan tavla, föreställande musicerande änglar vid Kristi grav. Den är målad 1881 av Georg Pauli, bördig från Jönköping. Altartavlan är målad 1738 av fransmannen Pierre-Jacques Cazes och har som motiv konungarnas tillbedjan av Jesusbarnet. Vid koret finns det också en förgylld sol med Tetragrammaton, vars snickerier är gjorda av Bernhard Andersson, född i Nässjö men främst uppvuxen i Jönköping och som tog sig efternamnet Andell.

## Klockor
- Storklockan som fanns före 1790, göts av klockgjutare Andreas Wetterholtz i Malmö i mars 1751 och väger drygt 2.816 kilogram. Inskription: "Tå jag börjar först att ljuda, Herrans folk till andakt bjuda, FREDRICH Kong i Swerige är, ADOLPH FREDRICH Arf-Furst blifwen, och LOVIS ULRICA gifwen, Thes Gemål wårt rike får, Prinsar GUSTAF, CARL än mera, FREDRICH ADOLPH wi wärdera och med glädje nämna här."[6]
- Efter branden 6 februari 1790 göts en ny storklocka av den smälta massan av den tidigare klockan, samma år den 8 juni av klockgjutare Jonas Magnus Fries i Jönköping. Den har inskription över vilka som bidragit till omgjutningen samt en längre vers: "När olyckseld mitt ämne kastat, bland jordens dolda grus och dam, En värdig hand med ömhet hastat, Att plocka mina smulor fram. Nu skall jag med förnyadt ljud, Förkunna himlens nåd och ära, Och mana menniskor att lära, Den sanna vägen til sin Gud. Ack, vakna då ur syndens yra, Vid detta ljud som kallar dig, Och vid försoningsoffret dyra, Låt själen få förödmjuka sig!, Du blinda folk, som städse faller, Sök uti Herrans ord ditt stöd, På det, när dagen blifver aller, Du icke evigt finnes död."[7]
- Lillklockan omgöts också från den tidigares lillklocksns smälta massa 1790 av klockgjutare Jonas Magnus Fries. Den var bekostad av handelsman Peter Gylling. Förutom en längre text om det, så finns också ett par Bibelcitat och en vers: "Vänd hjertat upp ur syndens dvala, När örat fattar detta ljud!, Den kallar dig, som ej kan tala, att träda fram inför din Gud. Tänk, när de stumma världsmetaller, förkunna Herrans stora pris, Hvad pligt på menniskan då faller, För himlens nåd -- på alla vis."[8]

## Orglar

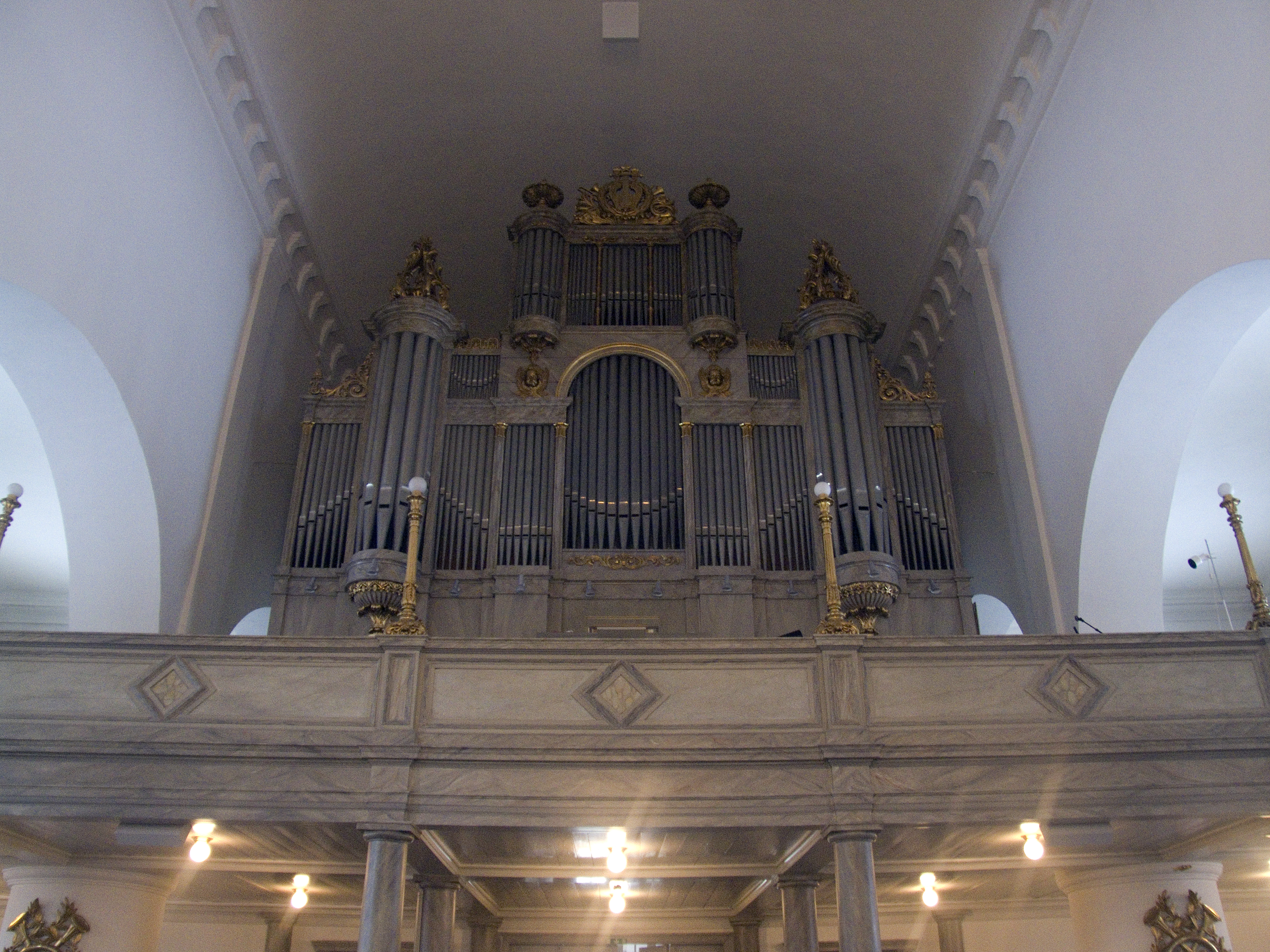
Läktarorgeln

- Tidigt fanns en orgel med 9 stämmor. Den såldes 1673 till Eksjö kyrka.
- 1683 byggde Hans Henrich Cahman, Stockholm en orgel med 25 stämmor. Orgeln förstördes i en eldsvåda 1790.
- 1799 byggde Johan Ewerhardt den äldre, Skara en orgel med 34 stämmor. 1853 flyttades delar av orgeln, bland annat öververket, till Slottskapellet, Jönköping.
- 1853 byggde Gustaf Andersson, Stockholm en orgel med 33 stämmor.
- Den nuvarande läktarorgeln byggdes 1912 av Åkerman & Lund, Sundbybergs köping och är en av landets bäst bevarade romantiska orglar. Instrumentet har 40 stämmor fördelat på 3 manualer och pedal och har 2144 pipor. Orgelfasaden härstammar från den föregående orgeln, byggd av orgelbyggare Gustav Andersson 1853. Fasadpiporna är idag stumma. Den nuvarande orgeln omdisponerades något av Setterquist & Son Orgelbyggeri AB 1951, men återställdes 2005 till sitt ursprungliga skick av Tostareds Kyrkorgelfabrik. Orgeln fick då tillbaka stämman Eufon 8', vars pipor kommer ifrån en orgel byggd 1889, också av Åkerman & Lund. Trumpet 16' och Kontrabasun 32' rekonstruerades och Dolce 8, Rauschkvint 2 chor och Piccolo 2 återställdes. Orgeln har mekanisk traktur och registratur, pneumatisk maskin för trakturen, barkermaskiner för manual I och II. Orgeln har även rooseweltlådor.

Orgelns disposition:
| Huvudverk I C-g3 | Svällverk II C-g3   | Svällverk III C-g3 | Pedalverk C-f1  | Koppel                                   |
| Principal 16’    | Gedackt 16’         | Fugara 16’         | Kontrabas 32’   | P-I                                      |
| Borduna 16’      | Principal 8’        | Bassetthorn 8’     | Principal 16’   | P-II                                     |
| Principal 8’     | Flûte Harmonique 8’ | Rörflöjt 8’        | Violon 16’      | P-III                                    |
| Dubbelflöjt 8’   | Dolce 8’            | Violin 8’          | Subbas 16’      | I-II                                     |
| Gamba 8’         | Gemshorn 4’         | Salicional 8’      | Kvinta 10 2⁄3’  | I-III                                    |
| Oktava 4’        | Flûte Octaviante 4’ | Voix Céleste 8’    | Violoncell 8’   | II-III                                   |
| Kvinta 2 2⁄3’    | Rauschkvint 2 chor  | Gamba 4’           | Borduna 8’      | I4/I                                     |
| Oktava 2’        | Corno 8’            | Ekoflöjt 4’        | Oktava 4’       | II16’/I                                  |
| Cornett 4 chor’  | Klarinett 8’        | Piccolo 2’         | Kontrabasun 32’ | III16'/III                               |
| Trumpet 16’      |                     | Eufon 8’           | Basun 16’       | Tutti, Forte, Mezzoforte                 |
| Trumpet 8’       |                     |                    | Trumpet 8’      | Crescendosvällare för Manual II & III.   |
|                  |                     |                    |                 | Registersvällare - 9 fria kombinationer. |
|                  |                     |                    |                 |                                          |

Kororgeln byggdes 2012 av den tyske orgelbyggaren Kristian Wegscheider i Dresden och har 27 stämmor fördelat på 2 manualer och pedal, samt en cymbelstjärna med 6 klockor. Orgeln är byggd i tysk barockstil och stämd i kammarton. Instrumentet är placerat i södra koret och invigdes i september 2012 av professor Hans Fagius.
I kyrkan fanns också en mindre orgel byggd 1960/1961 av Nordfors & Co, Lidköping. Orgeln är mekanisk och har 5 stämmor fördelat på 1 manual och bihangspedal. Orgeln byggdes ursprungligen för Österängskyrkan i Jönköping, men flyttades ner till Kristine kyrka 1966 i samband med att Österängskyrkan fick en ny orgel. Orgeln finns inte  längre (2019) i kyrkan utan är skänkt till en församling i Baltikum.
| Manual       | Pedalverk |
| Gedackt 8'   | Bihängd   |
| Flöjt 4'     |           |
| Principal 2' |           |
| Nasat 1 1/3  |           |
| Scharf 2 ch  |           |

## Bildgalleri

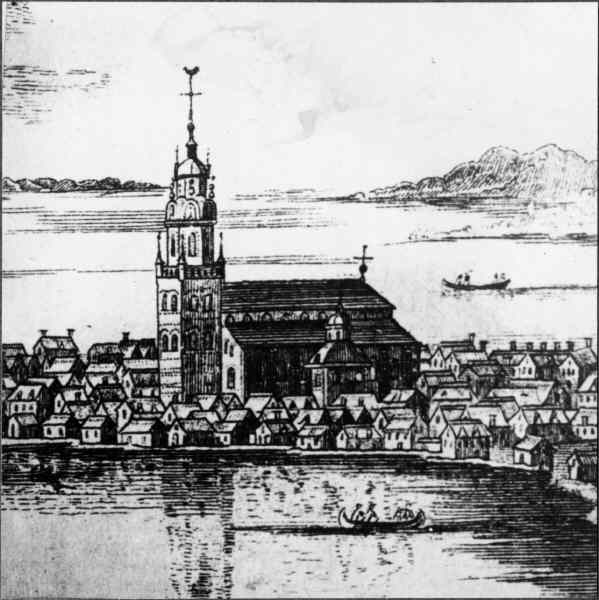
Kyrkan omkring 1690 efter kopparstick
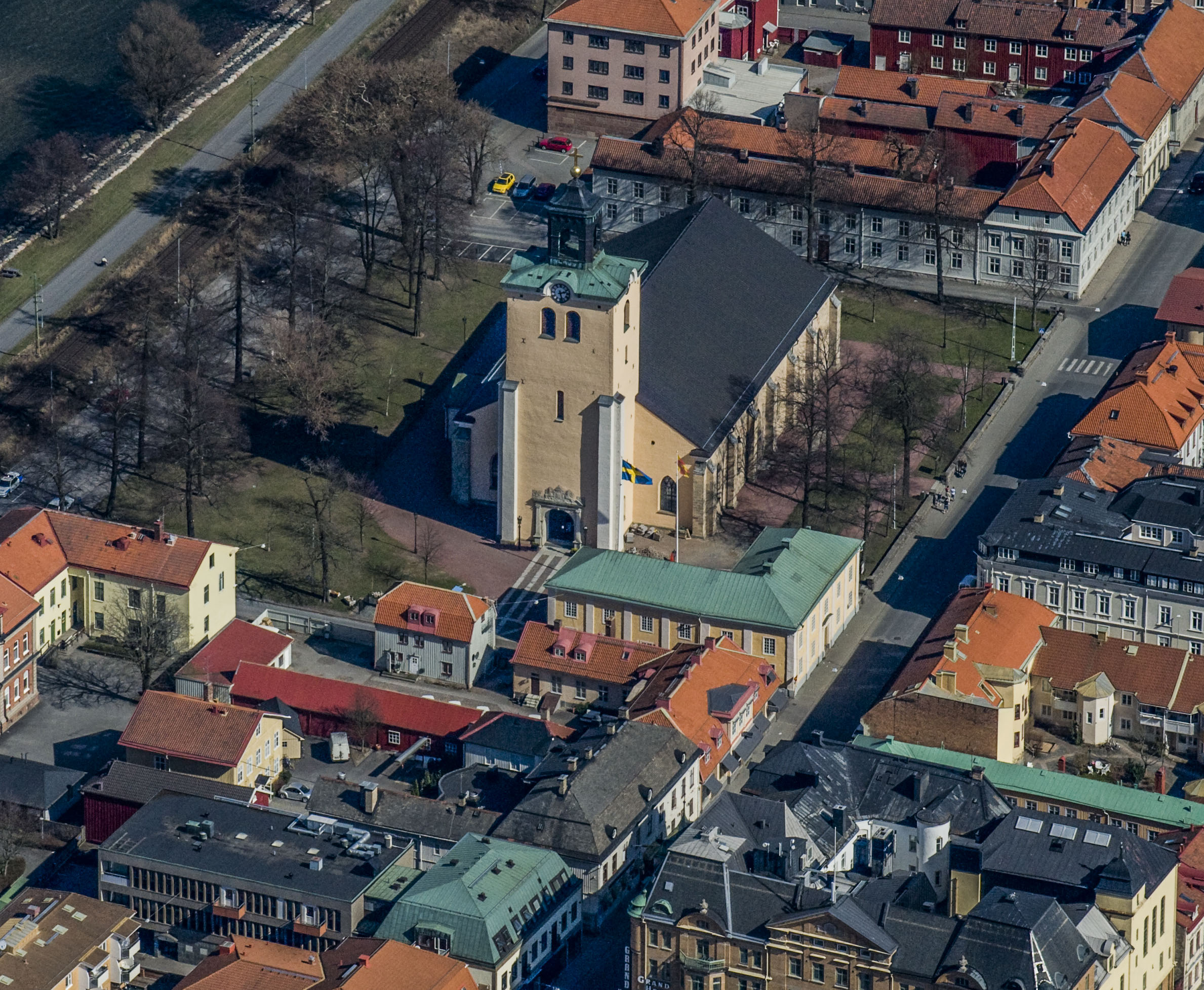
Kristine kyrka från ovan, 2009
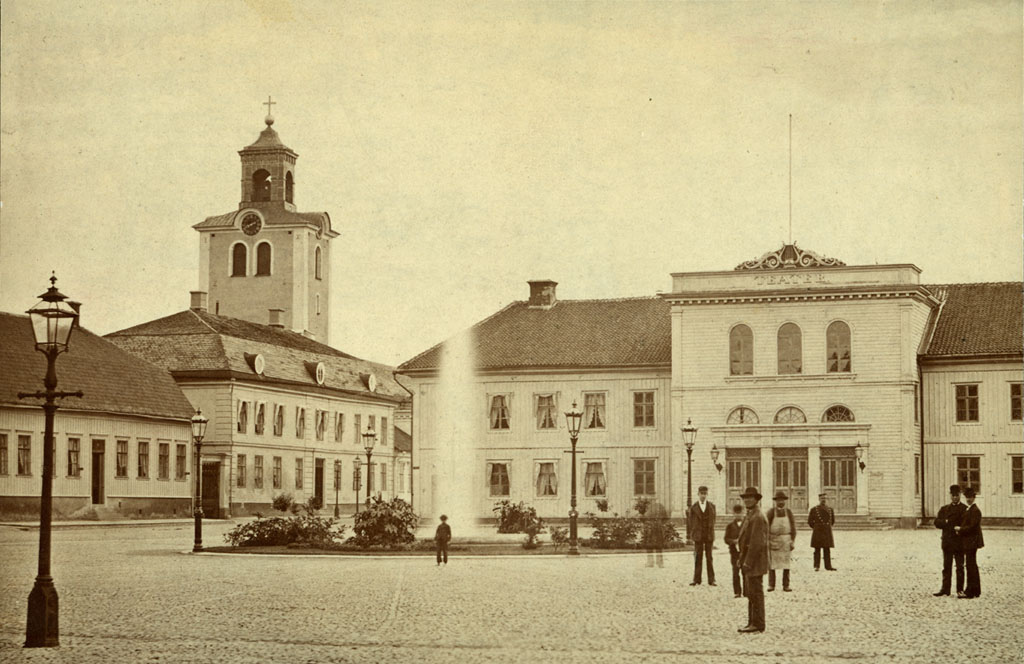
Hovrättstorget med Kristine kyrka 1890
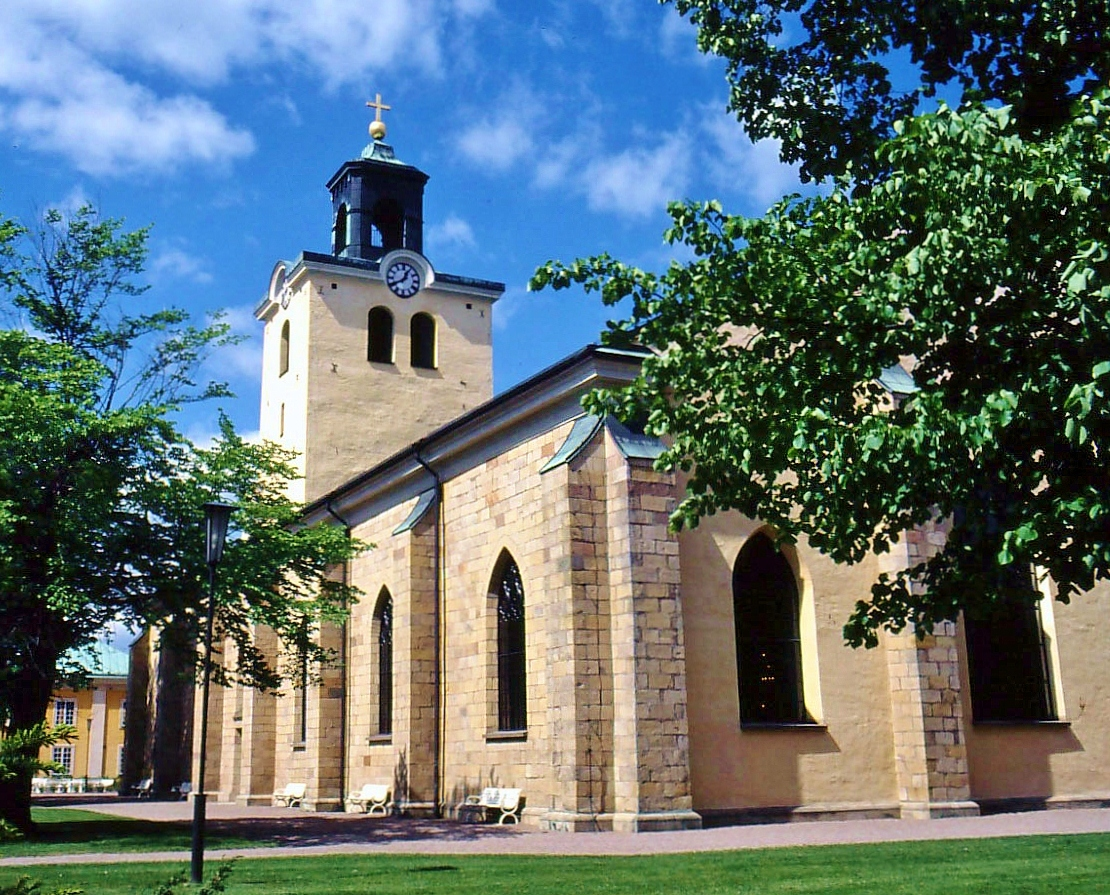
Exteriör från sydöst, 2013
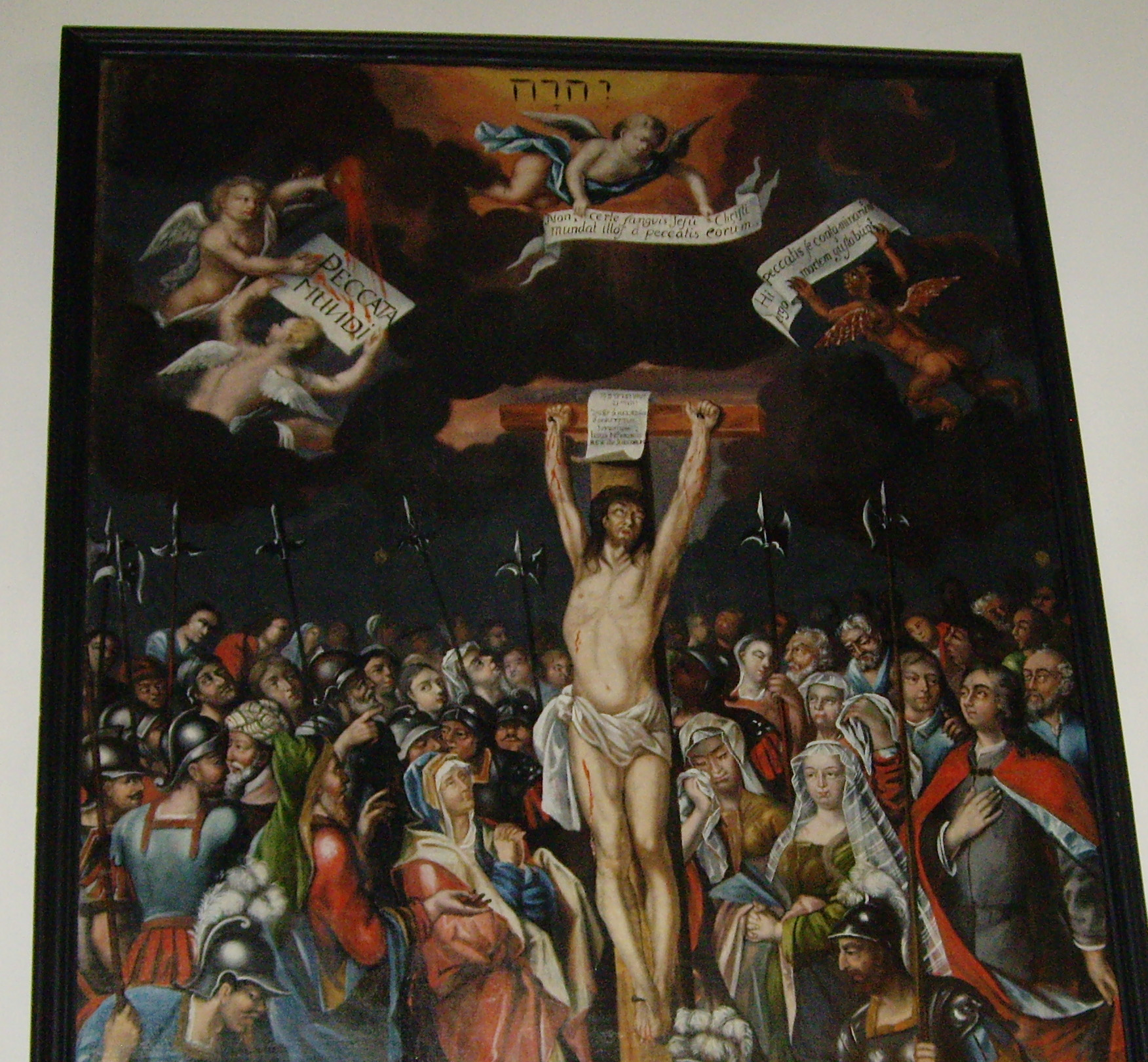
Kristi korsfästelse. Oljemålning av Edvard Orm 1722 i Kristine kyrka
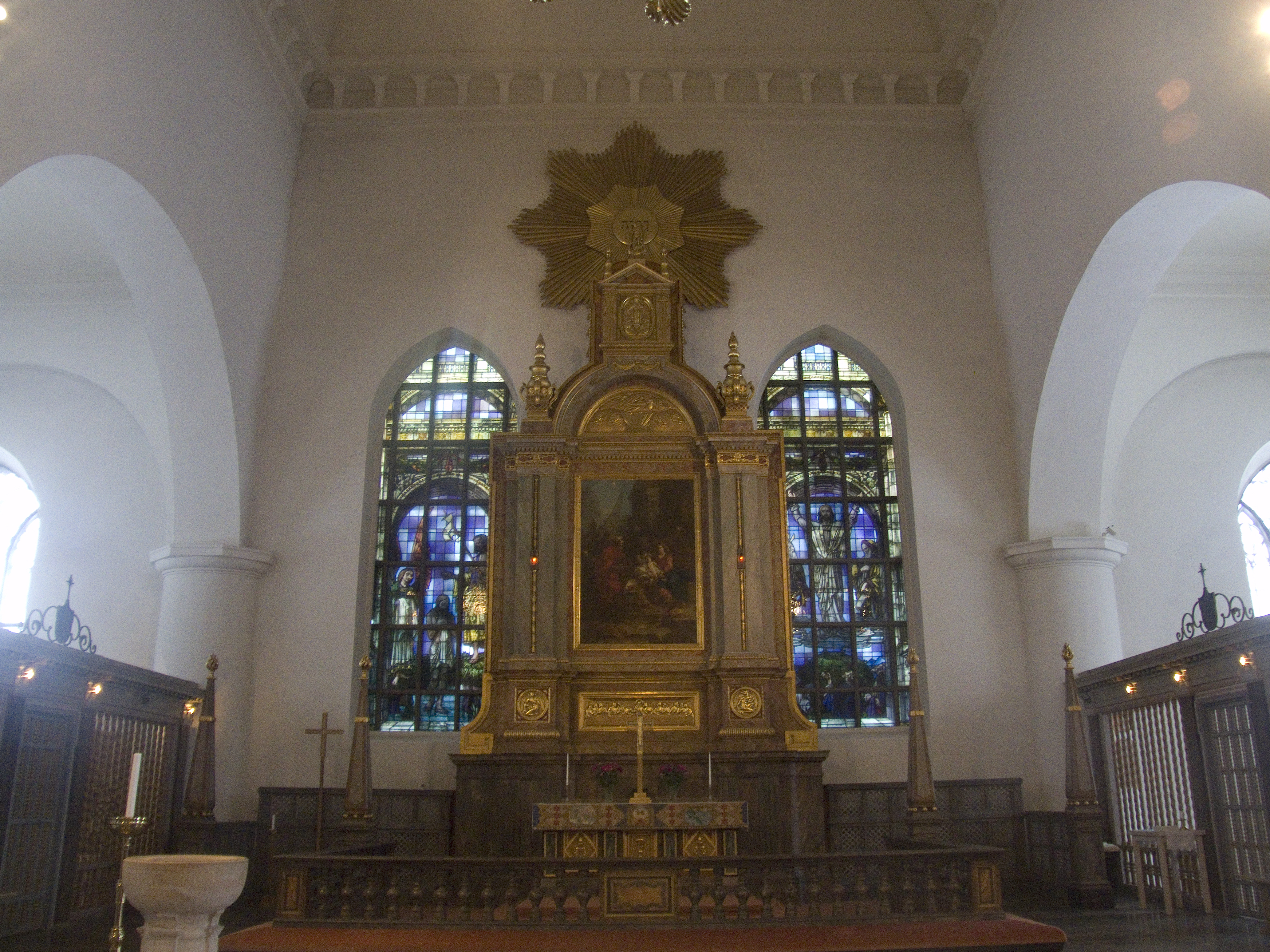
Koret
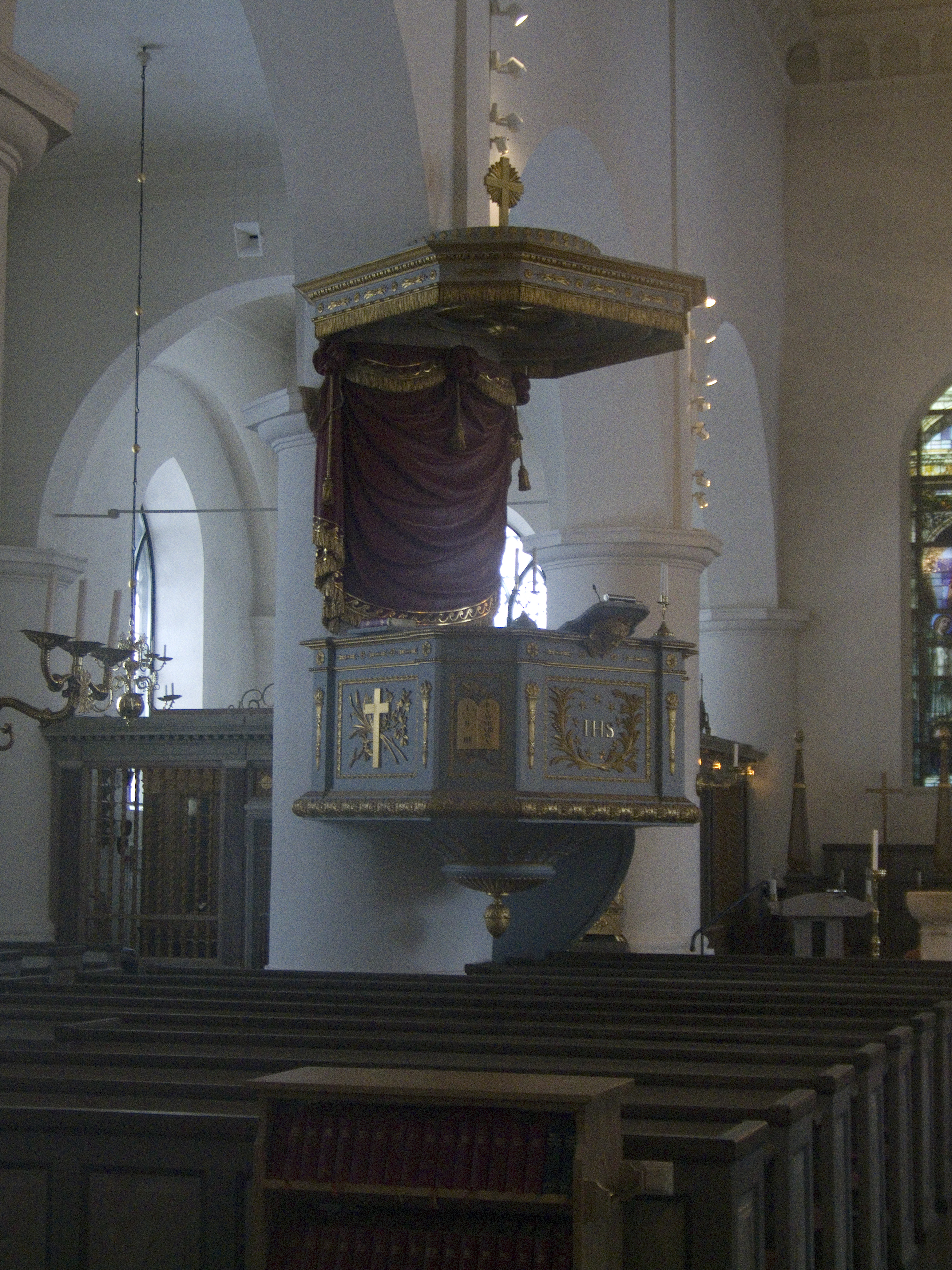
Predikstolen
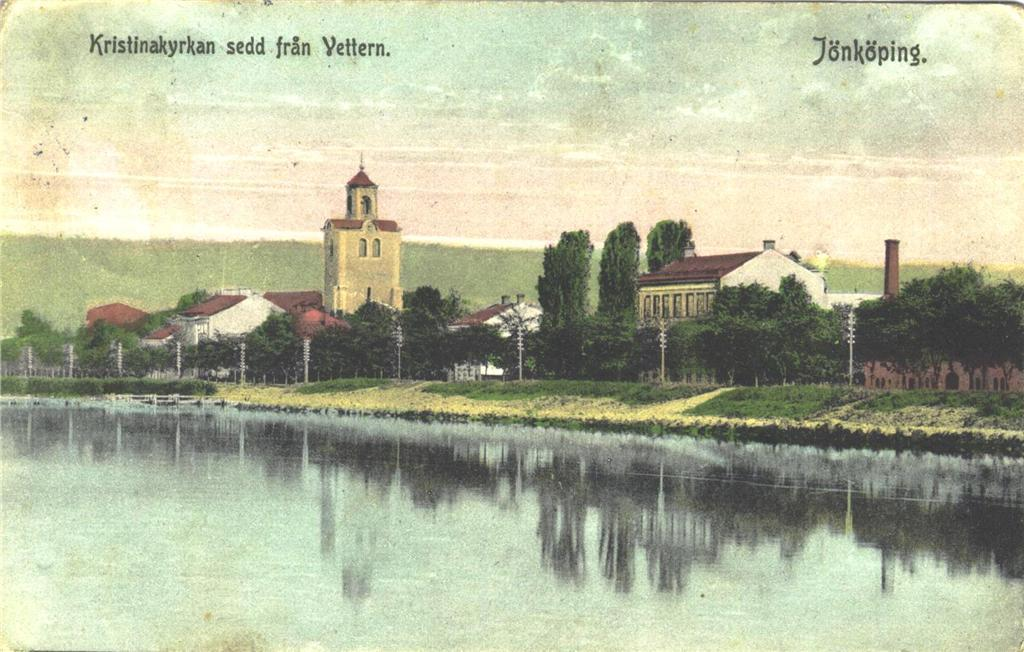
Kristine kyrka, omkring 1900